# 渡辺菜月 (気象キャスター)
渡辺 菜月（わたなべ なつき、1997年8月14日 - ）は、北海道札幌市出身のタレント、血液型はA型。身長168cm。所属事務所はミュージックファン。

## 略歴
2016年から2018年の間ファイターズガールとして活動。
2019年4月より2023年9月まで北海道テレビの夕方の情報番組イチオシ!!のお天気レポーターとして出演（月曜日・火曜日・金曜日担当）。

## 出演

### テレビ
- イチオシ!!（北海道テレビ） - 月曜・火曜・金曜お天気レポーター（2019年4月 - 2023年9月）
- 知るほど!なるほど!北海道 - （札幌テレビ放送）

### ラジオ
- SATURDAY FUN  （AIR-G'、土曜日12:00-12:55・2019年4月 - ）[1] - e-sportsコーナー担当→パーソナリティ
- FUN'S AFTERNOON（FM NORTH WAVE、日曜日16:00-17:30・2020年1月 - ）[2] - DJ